# Rio Balfour

O rio Balfour é um rio do distrito de Westland na região da Costa Oeste na Nova Zelândia. Sua nascente é o glaciário Balfour. Ele corre para  oeste e depois noroeste durante cerca de 5 km até chegar ao rio Weheka.